# اوپلوتسانی
اوپلوتسانی (به چکی: Oplocany) یک منطقهٔ مسکونی در جمهوری چک است که در ناحیه پرروف واقع شده‌است. اوپلوتسانی ۵٫۴۵ کیلومتر مربع مساحت و ۳۱۲ نفر جمعیت دارد و ۲۰۰ متر بالاتر از سطح دریا واقع شده‌است.